# Йейан
Йейан — термин, которым называли внука или внучку в башкирской семье.
Термин «йейан» относится к башкирским антропонимам.
От этого термина образованы многие двухкомпонентные башкирские мужские имена: Йейян+бай (внук + богач), Йейян+бирде (внук + дал), Йейян+бак (внук + господин) и др. и одно двухкомпонентное женское имя: Йейян+бика (внучка + госпожа).
Двойное имя давалось в одном роду родственникам по материнской линии.